# Flurhof (Bindlach)
Flurhof ist ein Gemeindeteil der Gemeinde Bindlach im Landkreis Bayreuth (Oberfranken, Bayern). Flurhof liegt in der Gemarkung Bindlach.

## Geografie
Die Einöde besteht aus zwei Wohngebäuden mit den Hausnummern 57 und 571⁄2 in unmittelbarer Nachbarschaft zu Anwesen der Bindlacher Ortsstraße Allersdorfer Straße. Diese liegen am Furtbach, einem rechten Zufluss der Trebgast.

## Geschichte
Flurhof gehörte zur Realgemeinde Bindlach. Gegen Ende des 18. Jahrhunderts bestand Flurhof aus einem Anwesen. Die Hochgerichtsbarkeit stand dem bayreuthischen Stadtvogteiamt Bayreuth zu. Das Hofkastenamt Bayreuth war Grundherr des Halbhofes.
Von 1797 bis 1810 unterstand der Ort dem Justiz- und Kammeramt Bayreuth. Mit dem Gemeindeedikt wurde Flurhof dem 1812 gebildeten Steuerdistrikt Bindlach und der zugleich gebildeten Ruralgemeinde Bindlach zugewiesen.

### Einwohnerentwicklung
| Jahr      | 001819 | 001822 | 001861 | 001871 | 001885 | 001900 | 001925 | 001950 | 001961 | 001970 | 001987 |
| Einwohner | *      | 10     | 12     | 9      | 14     | 9      | 10     | 16     | 8      | 9      | 6      |
| Häuser    |        | 1      |        |        | 1      | 1      | 2      | 2      | 2      |        | 2      |
| Quelle    | [ 9 ]  | [ 6 ]  | [ 10 ] | [ 11 ] | [ 12 ] | [ 13 ] | [ 14 ] | [ 15 ] | [ 16 ] | [ 17 ] | [ 1 ]  |

## Religion
Flurhof ist evangelisch-lutherisch geprägt und nach St. Bartholomäus (Bindlach) gepfarrt.